# 郑广生
郑广生（1950年代—），男，中国天体物理学家，曾任中国物理学会理事，中国天文学会理事。现任香港大学教授。